# Divadlo Astorka Korzo '90
Divadlo Astorka Korzo '90 je slovenské divadlo v Bratislavě.

## Historie
Divadlo Korzo '90 bylo založeno 1. dubna 1991 a v září téhož roku začalo svoji první divadelní sezónu – sezónu 1991/1992. V roce 1993 divadlo změnilo svůj název na Divadlo Astorka Korzo '90, podle názvu bývalé kavárny Astória, která se nacházela v budově sídla divadla na Suchém mýtě č. 17. V současnosti je tato budova v rekonstrukci a divadlo působí v prostorách bývalého kina Pohraničník v budově Ministerstva kultury Slovenské republiky na Náměstí SNP 33.
Divadlo Astorka Korzo '90 se hlásí k tradici Divadla Na korze, které bylo v době normalizace v 70. letech 20. století administrativně zrušeno. Divadlo Na korze proslavil především novátorský přístup v oblasti režie a dramaturgie a uvádění malých jevištních forem, které v té době v tradici slovenského divadla absentovaly.
V současnosti divadlo uvádí divácky atraktivní repertoár založený na výborných hereckých vykonech osobností svého hereckého souboru, jimiž jsou např. Boris Farkaš, Miroslav Noga, Zita Furková, Marta Sládečková, Anna Šišková, Szidi Tobias, Matej Landl a Marián Zednikovič. Jako interní režisér působí v divadle Juraj Nvota. Svého času zde působil i scénograf Aleš Votava, kterého scénické kreace byly
nejednou oceněny cenou DOSKY za nejlepší scénografii.
Představení připravovaná kolektivem zdejších tvůrců jsou každoročně mimořádnou událostí na slovenské divadelní scéně a jsou s úspěchem uváděna na slovenských, českých i zahraničních mezinárodních festivalech.

## Ocenění
Jednotliví členové hereckého souboru jsou nositeli významných divadelních ocenění a samotné inscenace Divadla Astorka Korzo '90 získaly dvakrát po sobě prestižní Cenu za nejlepší inscenaci divadelní sezóny.
- 1997
  - DOSKY: Cena za nejlepší inscenaci sezóny: Inscenace hry Alexandra Nikolajeviče Ostrovského Les
  - DOSKY: Cena za nejlepší režii sezóny: Roman Polák za inscenáciu hry Alexandra Nikolajeviče Ostrovského Les
  - DOSKY: Cena za nejlepší ženský herecký výkon sezóny: Zuzana Kronerová za roli Matky v inscenaci hry Jana Antonína Pitínského Matka
  - DOSKY: Cena za nejlepší scénografii sezóny: Aleš Votava za scénu k inscenaci hry Alexandra Nikolajeviče Ostrovského Les

- 1998
  - DOSKY: Cena za nejlepší inscenáci sezóny: Inscenace hry Maxima Gorkého Scény z Domu Bessemenových – Měšťáci
  - DOSKY: Cena za nejlepší ženský herecký výkon sezóny: Zora Kolínská za postavu Akuliny v inscenaci hry Maxima Gorkého Scény z Domu Bessemenových – Měšťáci
  - DOSKY: Cena za nejlepší mužský herecký výkon sezóny: Boris Farkaš za postavu Tetreva v inscenaci hry Maxima Gorkého Scény z Domu Bessemenových – Měšťáci

- 1999
  - DOSKY: Cena za nejlepší scénickou hudbu sezóny: Michal Ničík za hudbu k inscenaci Ödöna von Horvátha Historky z vídeňského lesa

- 2000
  - DOSKY: Cena za nejlepší mužský herecký výkon sezóny: Boris Farkaš za postavu Porfirija Petroviča v inscenaci Vražda sekerou v Sant Petěrburgu

- 2001
  - DOSKY: Cena za nejlepší ženský herecký výkon sezóny: Anna Šišková za postavu Celie v inscenaci hry T. S. Elliota Večírek
  - DOSKY: Cena za nejlepší mužský herecký výkon sezóny: Vladimír Hajdu za postavu Vikomta Valmonta v inscenci Kvarteto

- 2002
  - DOSKY: Cena za nejlepší mužský herecký výkon sezóny: Matej Landl jako host, za postavu Larryho v inscenaci hry Patricka Marbera Blíže od tebe; Štátne divadlo Košice (Matej Landl je členem souboru Divadla Astorka Korzo '90)

- 2003
  - DOSKY: Cena za nejlepší ženský herecký výkon sezóny: Anna Šišková, za postavu Mladé ženy v inscenaci hry Neila LaButa Bash

## Vedení divadla
- ředitel divadla: Vladimír Černý
- dramaturg: Andrea Dömeová